# Papilio palinurus
Papilio palinurus is een vlinder uit de familie van de pages (Papilionidae). De vlinder komt voor in het Oriëntaals gebied.

## Kenmerken
De vlinder met een spanwijdte van 80 tot 100 millimeter heeft iriserende groene weerschijn op de vleugels. De kleur ontstaat door de speciale microstructuur op de vleugels, die zorgt voor gebiedjes die gele en blauwe kleur uitstralen. Dit tezamen zorgt ervoor dat wij een groene kleur ervaren. De vleugels kunnen 80% van het zonlicht absorberen, maar zijn ook in staat om bij oververhitting het vlinderlichaam te koelen. De onderzijde van de vleugels is grijsbruin.

## Verspreiding en leefgebied
Deze vlindersoort komt voor in Myanmar, Maleisië, Indonesië en de Filipijnen in bergachtige streken.